# Dante, guidato da Virgilio, offre consolazione alle anime degli invidiosi
Dante, guidato da Virgilio, offre consolazione alle anime degli invidiosi (Le Dante, conduit par Virgile, offre des consolations aux âmes des envieux) è un dipinto a olio su tela di Hippolyte Flandrin, realizzato nel 1835 e oggi conservato al museo di belle arti di Lione.
L'opera è anche nota in francese con il titolo Dante aux enfers ("Dante all'Inferno"), il quale è fuorviante, in quanto l'opera raffigura una scena del Purgatorio e non dell'Inferno dantesco. Infatti, questo quadro raffigura il passaggio del poeta nella seconda cornice del Purgatorio, quella degli invidiosi (canto XIII).

## Storia
Nel 1834, dopo aver letto Dante et la vie des Saints, Hippolyte Flandrin decise di iniziare a dipingere la sua opera a Roma a partire dal gennaio successivo. Egli affermava di essersi "lanciato in un'impresa terribile" e temeva che il suo maestro, Dominique Ingres, non lo approvasse. La creazione di quest'opera fu tanto più difficile dal momento che egli soffriva di problemi di vista: suo fratello Paul, che lo aveva raggiunto a Roma, temeva che diventasse cieco. Il quadro venne poi esposto a Parigi nel 1836, dove vinse una medaglia di seconda classe. Pochi mesi dopo, il personale del museo lionese lo acquistò per 3500 franchi.

## Descrizione
La scena è rappresentata a una certa distanza ma ad altezza d'uomo, così da rendere lo spettatore partecipe alla vicenda. La tela è divisa in due parti: la prima, a sinistra, è occupata dagli invidiosi e dalla roccia del monte; la seconda, a destra, è occupata da Dante, Virgilio e il cielo nuvoloso. In alcuni schizzi realizzati dal Flandrin prima come disegni preparatori si può notare la cura riposta nella posizione dei personaggi. Gli invidiosi sono davvero accasciati l'un l'altro, come se fossero stanchi e si lamentassero della loro sorte. La parete rocciosa del monte Purgatorio (molto simile alle formazioni rocciose presso Bugey, non lontano da Lione) occupa più della metà della superficie dipinta. I lineamenti dei peccatori, i loro abiti grigi e il loro pallore ricordano allo spettatore che sono dei defunti.
A questa parte è contrapposta quella di destra, che è più ricca di colori: innanzitutto, sullo sfondo, il cielo azzurro seppur nuvoloso sembra contrastare con la luce fioca che illumina la scena nella parte sinistra; anche la toga bianchissima alla greca del poeta Virgilio e l'abito rosso del Sommo poeta sono ben illuminate. Quest'ultimo colore brillante ci ricorda che Dante è l'unico personaggio vivo della scena.
Per marcare ulteriormente la differenza tra le due parti del quadro, Flandrin sfruttò le posizioni dei vari personaggi della scena. I peccatori si trovano in basso e sono seduti per terra, appoggiati alla parete di roccia, l'uno accanto all'altro. Solo uno tra i peccatori sembra allontanarsi da questa regola: è il vecchio che si confessa al poeta mentre alza la testa verso di lui. Dante, sebbene sia in piedi, si protende in avanti in posizione di ascolto e il suo sguardo è pieno di compassione per questo anziano di cui ascolta i lamenti. Virgilio, una figura quasi spettrale, rimane in piedi e assiste impassibile alla scena.